# (164294) 2004 XZ130
(164294) 2004 XZ130 est un astéroïde apohele découvert le 13 décembre 2004 par David J. Tholen aux observatoires du Mauna Kea.
Son aphélie est de 0,898 UA et son périhélie est de 0,337 UA, ce qui lui donne une excentricité de 0,454.